# 狭叶红光树
狭叶红光树（学名：Knema cinerea）为肉豆蔻科红光树属下的一个种。

## 扩展阅读
- 維基物種上的相關：狭叶红光树